# Матија Шабанчић Котроманић
Матија Шабанчић (око 1450 — 1471) био је босански краљ (1465—1471), син Радивоја Остојића и Катарине од Велике.

## Заробљеништво у Турској
Иако му је отац био велики пријатељ Турака, они Радивоја нису поштедели у свом освајању Босне него га убили, а Матију одвели у заробљеништво.

## Долазак на власт
Турски султан Мехмед II Освајач је 1465. године, да би већи део Босне придобио за себе и одбранио је од одметнуте Херцеговине поставио Матију за краља. Мехмед је то учинио пошто није успоставио потпуну контролу у Босни, за шта су заслужни Млечани и Угари. Матијино постављање за краља Босне је свакако занимљив и карактеристичан потез турске политике.

## Владавина и смрт
Матију народ није нарочито волео, нити је Матија показао веће активности. Матија у ствари није имао већег утицаја у Босни. Турци су 1471. године Матију заједно са Владиславом Херцеговићем, као кандидате за босански краљевски престо, припремали за упад у Босну или чак и даље у Хрватску и Славонију. Мађарски краљ је кад је чуо за то организовао одбрану. Матија је умро те исте 1471. године.